# Crucianella suaveolens
Crucianella suaveolens är en måreväxtart som beskrevs av Carl Anton von Meyer. Crucianella suaveolens ingår i släktet Crucianella och familjen måreväxter. Inga underarter finns listade i Catalogue of Life.